# Karl Lohmann (Ökonom)
Karl Lohmann (* 31. August 1939 in Emden in Ostfriesland) ist ein deutscher Wirtschaftswissenschaftler.

## Leben und Wirken
Lohmann studierte von 1959 bis 1965 Mathematik, Physik und Philosophie an der Freien Universität Berlin und der Georg-August-Universität Göttingen. Von 1965 bis 1968 war er Mitarbeiter bei der Aerodynamischen Versuchsanstalt Göttingen, bevor er 1968 von Hans-Dieter Deppe für die Wirtschaftswissenschaften entdeckt wurde. Am Institut für Bankbetriebslehre und Unternehmungsfinanzierung der Universität Göttingen arbeitete er unter Deppes Leitung bis 1973. In dieser Zeit erfolgte auch die Promotion zum Thema Nichtlineare Modelle zur finanziellen Leistungsprogrammplanung von Kreditinstituten.
Lohmann setzte seine Arbeiten als Mitarbeiter des Betriebswirtschaftlichen Seminars der Universität Göttingen bis 1993 fort und widmete sich vor allem wertpapieranalytischen Fragestellungen. 1992 erfolgte die Habilitation zum Thema Stochastische Modelle zur Bewertung künftiger Zahlungsleistungen in betriebswirtschaftlicher Sicht. Er arbeitete in Folge an den Universitäten Heidelberg, Clausthal und Ilmenau. 1993 nahm Lohmann den Ruf auf den Lehrstuhl für Allgemeine Betriebswirtschaftslehre, insbesondere Investition und Finanzierung sowie Bankbetriebslehre an der Technischen Universität Bergakademie Freiberg an. Hier lehrte und forschte er bis zur Emeritierung im Jahr 2004, bei der er durch ein Symposium sowie mit einem Fackelzug durch die Stadt gewürdigt wurde. Unter anderem war Lohmann von 2000 bis 2003 Dekan der Fakultät für Wirtschaftswissenschaften.
Lohmann war nach seiner Emeritierung an der Fachhochschule in Emden tätig, heutzutage hält er regelmäßig Vorlesungen an der Universität Oldenburg. Lohmann ist Vater des Klimawissenschaftlers Gerrit Lohmann.

## Bücher
- Kosten- und Leistungsrechnung: Arbeits- und Studienbuch, 2014, von Karl Lohmann & Jan Körnert, 280 Seiten, Herausgeber De Gruyter Oldenbourg, ISBN 3-11-040910-0

- Finanzmathematische Wertpapieranalyse, 1979 (2. Auflage 1989) von Karl Lohman, Herausgeber: Schwartz, Göttingen, ISBN 3-509-01107-4, ISBN 978-3-509-01107-4